# 骑龙镇 (富顺县)
骑龙镇，是中华人民共和国四川省自贡市富顺县下辖的一个乡镇级行政单位。

## 行政区划
骑龙镇下辖以下地区：
骑龙场社区、永胜社区、柑坳社区、张家村、茄湾村、延庆村、龙须村、芭蕉村、马耳桥村、燕岩村、红斗村、大田村、上湾村、龙田村、长井村、南极村、金盘村、观音村、卡房村、大湾村、石山村、铁牛村和井坝村。
2019年9月骑龙镇马耳桥村、芭蕉村所属行政区域划为东湖街道的行政区域。